# Eleição municipal de Curitiba em 1996
A eleição municipal de Curitiba em 1996 aconteceu no dia 3 de outubro do mesmo ano, para a eleição de um prefeito, um vice-prefeito e mais 35 vereadores. O vencedor, em primeiro turno, foi o candidato apoiado pelo então prefeito Rafael Greca, Cássio Taniguchi (PDT), com 414.648 votos (51,96%), contra 229.470 votos (23,14%) do segundo colocado, Carlos Xavier Simões (PSDB). Cássio Taniguchi foi eleito para o período de 1º de janeiro de 1997 a 31 de dezembro de 2000.

## Candidatos
| Nº | Candidato(a) a prefeito | Candidato(a) a prefeito                             | Candidato(a) a vice-prefeito | Candidato(a) a vice-prefeito                          | Coligação                                            |
| -- | ----------------------- | --------------------------------------------------- | ---------------------------- | ----------------------------------------------------- | ---------------------------------------------------- |
| 33 |                         | Althair Costa Sousa (PMN) Althair Costa Sousa       |                              | Cristina Inês de Gusmão (PMN) Cristina Inês de Gusmão | Partido Isolado                                      |
| 13 |                         | Angelo Vanhoni (PT) Angelo Carlos Vanhoni           |                              | Ricardo Gomyde (PCdoB) Ricardo Crachineski Gomyde     | Frente Curitiba Popular PT, PCB, PCdoB, PV           |
| 45 |                         | Carlos Simões (PSDB) Carlos Xavier Simões           |                              | Flávio Arns (PSDB) Flávio José Arns                   | Novos Caminhos PSDB, PPS                             |
| 12 |                         | Cássio Taniguchi (PDT) Cássio Taniguchi             |                              | Algaci Tulio (PTB) Algaci Túlio                       | Movimento Coração Curitibano PDT, PPB, PFL, PTB, PSC |
| 18 |                         | Edson Muhlmann (PST) Edson Antônio Muhlmann         |                              | João Carlos Tangleica (PL) João Carlos Tangleica      | Aliança Democrata Cristã PST, PL, PSDC, PTdoB        |
| 16 |                         | Júlio Cezar de Jesus (PSTU) Júlio Cezar de Jesus    |                              | Regina Célia Giacomet (PSTU) Regina Célia Giacomet    | Partido Isolado                                      |
| 16 |                         | Manoel Aparecido Julio (PTN) Manoel Aparecido Júlio |                              | Não disponível (PTN)                                  | Partido Isolado                                      |
| 15 |                         | Max Rosenmann (PMDB) Max Rosenmann                  |                              | Luiz Cláudio Romanelli (PMDB) Luiz Claudio Romanelli  | Partido Isolado                                      |
| 40 |                         | Vitorio Sorotiuk (PSB) Vitório Sorotiuk             |                              | Emília Tomaz (PSB) Emília Tomaz                       | Partido Isolado                                      |

## Resultado
| 1º Turno 3 de outubro de 1996 | 1º Turno 3 de outubro de 1996 | 1º Turno 3 de outubro de 1996 | 1º Turno 3 de outubro de 1996 |
| Candidato(a)                  | Vice                          | Votação                       | Votação                       |
| Candidato(a)                  | Vice                          | Total                         | %                             |
| ----------------------------- | ----------------------------- | ----------------------------- | ----------------------------- |
| Cassio Taniguchi (PDT)        | Algaci Tulio (PTB)            | 414.648                       | 54,67%                        |
| Carlos Simões (PSDB)          | Flávio Arns (PSDB)            | 229.470                       | 30,25%                        |
| Angelo Vanhoni (PT)           | Ricardo Gomyde (PCdoB)        | 83.052                        | 10,95%                        |
| Max Rosenmann (PMDB)          | Luis Cláudio Romanelli (PMDB) | 18.663                        | 2,46%                         |
| Althair Costa Sousa (PMN)     | Cristina Inês de Gusmão (PMN) | 5.821                         | 0,77%                         |
| Edson Muhlmann (PST)          | João Carlos Tangleica (PL)    | 3.402                         | 0,45%                         |
| Vitorio Sorotiuk (PSB)        | Emília Tomaz (PSB)            | 1.833                         | 0,24%                         |
| Julio Cezar de Jesus (PSTU)   | Regina Célia Giacomet (PSTU)  | 1.336                         | 0,17%                         |
| Manoel Aparecido Julio (PTN)  | Não disponível (PTN)          | 277                           | 0,04%                         |
| Total de votos válidos        | Total de votos válidos        | 758.502                       | 100,00%                       |
| Votos apurados                |                               |                               |                               |
| Votos válidos                 | Votos válidos                 | 758.502                       | 92,51%                        |
| Votos em branco               | Votos em branco               | 11.030                        | 1,34%                         |
| Votos nulos                   | Votos nulos                   | 50.421                        | 6,15%                         |
| Total de votos apurados       | Total de votos apurados       | 819.953                       | 100,00%                       |
| Eleitores                     |                               |                               |                               |
| Comparecimento                | Comparecimento                | 819.953                       | 85,17%                        |
| Abstenções                    | Abstenções                    | 142.739                       | 14,83%                        |
| Total de eleitores            | Total de eleitores            | 962.692                       | 100,00%                       |

## Vereadores eleitos
| Número | Vereador                    | Partido | Votação | Percentual |
| ------ | --------------------------- | ------- | ------- | ---------- |
| 15663  | Celso Torquato              | PMDB    | 5.821   | 0,809      |
| 45677  | Nely Almeida                | PSDB    | 4.511   | 0,627      |
| 25632  | Dino Bronze                 | PFL     | 5.405   | 0,751      |
| 14670  | Ehden Abib                  | PTB     | 9.017   | 1,253      |
| 11610  | José Roberto Sandoval       | PPB     | 5.436   | 0,755      |
| 25670  | Julieta Reis                | PFL     | 5.123   | 0,712      |
| 11608  | Elias Vidal                 | PPB     | 4.893   | 0,680      |
| 45667  | Renato Loss                 | PSDB    | 7.833   | 1,088      |
| 45670  | Luis Ernesto Pereira        | PSDB    | 5.424   | 0,754      |
| 15680  | Gustavo Fruet               | PMDB    | 4.770   | 0,663      |
| 12622  | Rui Hara                    | PDT     | 8.402   | 1,167      |
| 15655  | Ailton Araujo               | PMDB    | 8.872   | 1,233      |
| 14682  | Aldemir Manfron             | PTB     | 8.827   | 1,226      |
| 45614  | Iris Simões                 | PSDB    | 26.230  | 3,645      |
| 12687  | Jair Cezar                  | PDT     | 8.629   | 1,199      |
| 12668  | Jairo Marcelino             | PDT     | 10.733  | 1,491      |
| 45622  | Mário Celso Cunha           | PSDB    | 8.481   | 1,178      |
| 14666  | Tito Zeglin                 | PTB     | 7.623   | 1,059      |
| 13613  | Tadeu Veneri                | PT      | 4.075   | 0,566      |
| 12660  | Aparecido Custódio da Silva | PDT     | 16.948  | 2,355      |
| 25615  | Carlos Bortolletto          | PFL     | 8.013   | 1,113      |
| 12647  | João Cláudio Derosso        | PDT     | 7.416   | 1,030      |
| 45655  | Mauro Moraes                | PSDB    | 11.215  | 1,558      |
| 12613  | Jorge Bernardi              | PDT     | 7.231   | 1,005      |
| 13696  | Jorge Samek                 | PT      | 5.859   | 0,814      |
| 13633  | Natálio Stica               | PT      | 5.139   | 0,714      |
| 11669  | Ney Leprevost               | PPB     | 6.527   | 0,907      |
| 12681  | José Aparecido Alves        | PDT     | 7.026   | 0,976      |
| 12640  | José Groski                 | PDT     | 6.355   | 0,883      |
| 15626  | Paulo Frote                 | PMDB    | 4.522   | 0,628      |
| 14614  | Geraldo Yamada              | PTB     | 5.904   | 0,820      |
| 45678  | Antônio Borges              | PSDB    | 4.464   | 0,620      |
| 11625  | Sabino Piccolo              | PPB     | 4.627   | 0,643      |
| 25622  | Bernardino Barreto          | PFL     | 4.967   | 0,690      |
| 11611  | Osmar Bertoldi              | PPB     | 7.442   | 1,034      |